# قانون کار ایالات متحده

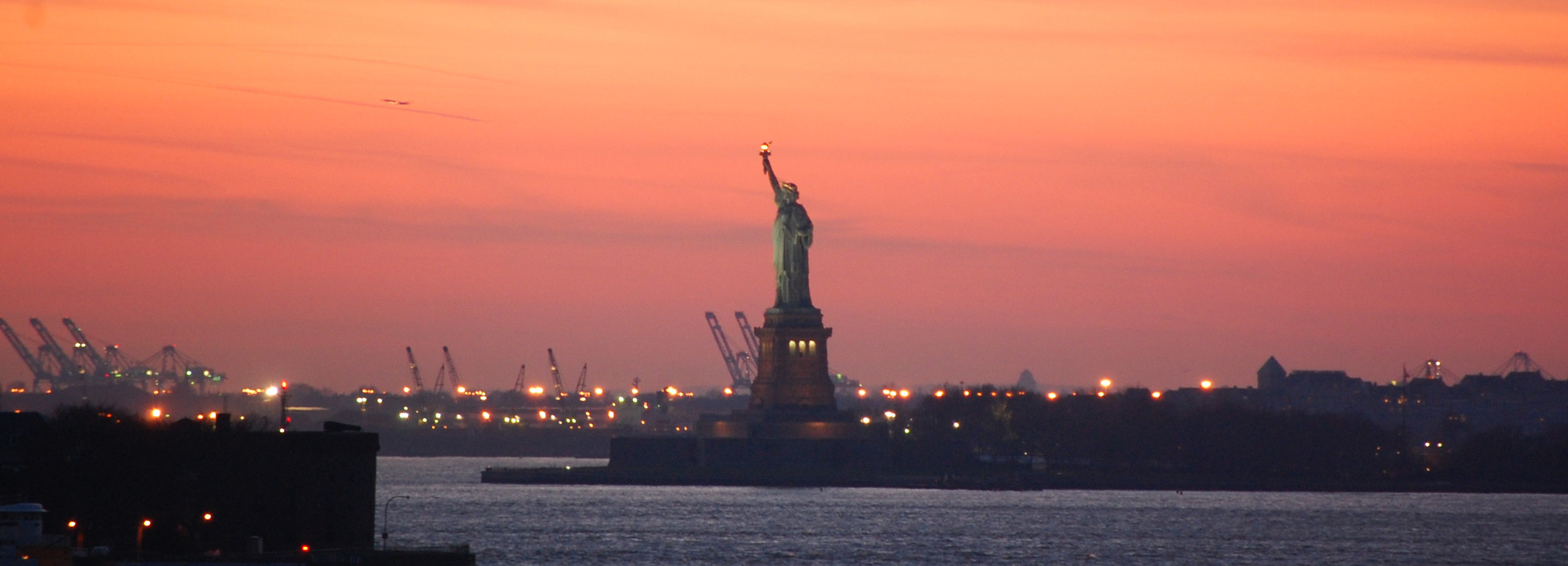

قانون کار ایالات متحده حقوق و وظایف را برای کارمندان، اتحادیه‌های کارگری و کارفرمایان در ایالات متحده تعیین می‌کند. هدف اساسی قانون کار این است که "نابرابری قدرت چانه‌زنی" بین کارمندان و کارفرمایان، به ویژه کارفرمایان "سازمان یافته در شرکت‌ها یا سایر اشکال انجمن مالکیت" را برطرف کند. در طول قرن بیستم، قانون فدرال حداقل حقوق اجتماعی و اقتصادی را ایجاد کرد و قوانین ایالتی را تشویق کرد که از حداقل ها فراتر رود تا به نفع کارمندان باشد. قانون استانداردهای کار منصفانه در سال ۱۹۳۸ حداقل دستمزد فدرال را ایجاب می‌کند که در حال حاضر ۷٬۲۵ دلار است اما در ۲۹ ایالت و دی سی بالاتر است، و مانع از کار در هفته‌ها بیش از ۴۰ ساعت از طریق پرداخت اضافه‌کاری نیم و نیم می‌شود. هیچ قانون فدرالی وجود ندارد، و قوانین ایالتی کمی وجود دارد که به تعطیلات با حقوق یا مرخصی خانوادگی با حقوق نیاز دارند. قانون مرخصی خانواده و پزشکی در سال ۱۹۹۳ حق محدودی برای ۱۲ هفته مرخصی بدون حقوق در کارفرمایان بزرگ ایجاد می‌کند. هیچ حق خودکار بازنشستگی شغلی فراتر از تأمین اجتماعی تضمین شده توسط فدرال وجود ندارد، اما قانون امنیت درآمد بازنشستگی کارکنان در سال ۱۹۷۴ استانداردهای مدیریت محتاطانه و حکمرانی خوب را در صورتی که کارفرمایان با ارائه حقوق بازنشستگی، برنامه‌های بهداشتی یا سایر مزایا موافقت کنند، الزامی می‌کند. قانون ایمنی و بهداشت شغلی سال ۱۹۷۰ کارکنان را ملزم به داشتن سیستم کار ایمن می‌کند.

## تاریخچه

پس از اعلامیه استقلال، برده‌داری در ایالات متحده به تدریج در شمال لغو شد، اما تنها با متمم سیزدهم در سال ۱۸۶۵ در پایان جنگ داخلی آمریکا به پایان رسید.

قانون کار مدرن ایالات متحده عمدتاً از قوانینی که بین سال‌های ۱۹۳۵ و ۱۹۷۴ به تصویب رسیده و تفاسیر تغییر یافته از دادگاه عالی ایالات متحده است. با این حال، قوانین حقوق افراد در محل کار و کارفرمایان را از زمان استعمار به بعد تنظیم می‌کرد. قبل از اعلامیه استقلال در سال ۱۷۷۶، قانون عادی یا نامطمئن بود یا با حقوق کار مخالف بود. اتحادیه‌ها به عنوان توطئه و بالقوه جنایتکار طبقه‌بندی می‌شدند. بردگی را تحمل می‌کرد. پس از جنگ Pequot در کانکتیکات از سال ۱۹۳۶ به بعد، بومیان آمریکا به بردگی مهاجران اروپایی درآمدند. بیش از نیمی از مهاجران اروپایی به‌عنوان زندانی، یا به‌عنوان بی‌بند و باری وارد شدند، جایی که تا زمانی که وثیقه بدهی بازپرداخت نشده بود، آزاد نبودند کارفرمایان خود را ترک کنند. تجارت برده در اقیانوس اطلس تا زمان لغو آن، میلیون‌ها آفریقایی را به کار اجباری در قاره آمریکا آورد.